# Martha Pabón
Martha Pabón (Barranquilla, 5 de agosto de 1958) es una actriz colombiana-venezolana, criada desde muy pequeña en Venezuela cuya trayectoria se remonta a más de cuarenta años en el teatro, cine y televisión. 

## Carrera
Hizo su debut en el 1983 en La casa del agua. Es reconocida por aparecer en telenovelas como La dama de rosa, La casa de al lado, Amores de fin de siglo, A Todo Corazón y Mi gorda bella.
En Grachi compartió créditos con Isabella Castillo, Kimberly Dos Ramos, entre otros.
En La casa de al lado compartió créditos con Maritza Rodríguez, Catherine Siachoque, Miguel Varoni, Felicia Mercado, Daniel Lugo, entre otros.
En Pasión prohibida compartió créditos con Mónica Spear, Jencarlos Canela, Roberto Vander, Rebecca Jones, entre otros.
En Silvana sin lana compartió créditos con Maritza Rodríguez, Carlos Ponce, Marimar Vega, Adriana Barraza, entre otros.

## Filmografía
- Milagros de navidad (2017).... Isabel
- Silvana sin lana (2016).... Laura de Montenegro
- Pasión prohibida (2013) .... Nuria de Arredondo
- Grachi (2011) .... Directora Astrid Luján
- La casa de al lado (2011) .... Mabel Mora
- Alma indomable (2008) .... Rosangélica Antoñez
- La viuda de Blanco (2006-2007) .... Sra. Ofelia Castillo
- Decisiones (2006)
- Mi gorda bella (2002-2003) .... Gladíola Soler Vda. de Carreño
- La pluma del arcángel (2002) .... Flora
- Amaneció de golpe (1998) .... Hortensia Miravalles
- A todo corazón (1997) .... Olga de Gutiérrez
- Volver a vivir (1996)
- La Inolvidable (1996) .... Micaela
- Amores de fin de siglo (1995) .... Dra. Daniela París De Lira
- Dulce ilusión (1993) .... Marquesita Escalante Burgos
- Por estas calles (1992) .... Magdalena Valladares De Infante
- Adorable Mónica (1990) .... Uma
- Emperatriz (1990) .... Gladys De Montero
- María María (1990) .... Hna Calvario/Leonor Suárez
- Amor de Abril (1988) .... Soledad
- Niña bonita (1988) .... Elvira Riobueno
- La dama de rosa (1986) .... Marta Mónica Altamira
- La hora del tigre (1985)
- Rebeca (1985)
- Caballo salvaje (1983).... Sofía
- La casa de agua (1983) .... Julie Arteaga